# Teatro Romano de Bracara Augusta
O Teatro Romano de Bracara Augusta, no Alto da Cividade, junto às Termas romanas de Maximinos, em Braga, é o único teatro romano existente no noroeste da Península Ibérica.
O teatro foi descoberto acidentalmente, em 1999, quando se procedia a escavações nas termas que levaram à descoberta de estruturas que revelaram a existência de um teatro, cujo estado de conservação acabou por exceder todas as expectativas.
A área que foi possível escavar até ao momento, com cerca de 80 metros de diâmetro e o número elevado de elementos arquitectónicos e decorativos encontrados, permitiram identificar as diferentes partes orgânicas do teatro de um diâmetro de 72,63 m (245 pés), com uma capacidade de entre 4000 e 4500 espetadores.
Entre os investigadores é considerada uma descoberta extraordinária, que coloca a cidade de Braga ao mais alto nível europeu em termos de arquitectura romana.
Este é o segundo teatro romano a ser escavado no país (o outro é o de Lisboa), mas é o único teatro romano a céu aberto de Portugal e do Noroeste Peninsular.
Com metade da estrutura escavada, falta agora a parte mais difícil, torná-lo visitável. Com a escavação integral deste equipamento, pretende-se também proceder ao seu restauro e à utilização pública do mesmo.
A existência deste tipo de equipamento em Bracara Augusta (Braga), vem confirmar a importância que a cidade tinha no Império Romano.
Em julho de 2023 foi anunciado que o teatro deverá abrir ao público em 2025 com a realização, naquele local, do Grande Festival Internacional de Teatro e Ópera Clássicos.